# Troșcea, Ciudniv
Troșcea (în ucraineană Троща) este o comună în raionul Ciudniv, regiunea Jîtomîr, Ucraina, formată numai din satul de reședință.

## Demografie
Componența lingvistică a comunei Troșcea
     Ucraineană (98,05%)
     Rusă (1,74%)
     Alte limbi (0,1%)
Conform recensământului din 2001, majoritatea populației comunei Troșcea era vorbitoare de ucraineană (98,05%), existând în minoritate și vorbitori de rusă (1,74%).